# Olympische Sommerspiele 1984/Teilnehmer (Uganda)
| Gelbes Symbol für Goldmedaillen mit stilisierten Olympischen Ringen | Graues Symbol für Silbermedaillen mit stilisierten Olympischen Ringen | Braundes Symbol für Bronzemedaillen mit stilisierten Olympischen Ringen |
| ------------------------------------------------------------------- | --------------------------------------------------------------------- | ----------------------------------------------------------------------- |
| —                                                                   | —                                                                     | —                                                                       |

Uganda nahm an den Olympischen Sommerspielen 1984 in Los Angeles, USA, mit einer Delegation von 26 Sportlern (24 Männer und zwei Frauen) teil.

## Teilnehmer nach Sportarten

### Boxen
- William Bagonza
Halbfliegengewicht: 9. Platz

- John Kakooza
Fliegengewicht: 17. Platz

- John Siryakibbe
Bantamgewicht: 17. Platz

- Charles Lubulwa
Federgewicht: 5. Platz

- Geofrey Nyeko
Leichtgewicht: 9. Platz

- William Galiwango
Halbweltergewicht: 17. Platz

- Peter Okumu
Weltergewicht: 9. Platz

- Vicky Byarugaba
Halbmittelgewicht: 9. Platz

- Patrick Lihanda
Mittelgewicht: 17. Platz

- Jonathan Kiriisa
Halbschwergewicht: 9. Platz

- Dodovic Owiny
Schwergewicht: 5. Platz

### Gewichtheben
- Fred Bunjo
Mittelgewicht: 18. Platz

- John Kyazze
II. Schwergewicht: Wettkampf nicht beendet

### Leichtathletik
- Charles Mbazira
100 Meter: Vorläufe

- John Goville
200 Meter: Viertelfinale
4 × 400 Meter: 7. Platz

- Moses Kyeswa
400 Meter: Vorläufe
4 × 400 Meter: 7. Platz

- Mike Okot
400 Meter: Vorläufe
4 × 400 Meter: 7. Platz

- Vincent Ruguga
Marathon: 29. Platz

- Wilson Achia
Marathon: Rennen nicht beendet

- Peter Rwamuhanda
400 Meter Hürden: Vorläufe
4 × 400 Meter: 7. Platz

- Justin Arop
Speerwerfen: 27. Platz in der Qualifikation

- Evelyn Adiru
Frauen, 800 Meter: Vorläufe

- Ruth Kyalisima
Frauen, 400 Meter Hürden: Vorläufe

### Radsport
- Muharud Mukasa
Straßenrennen: Rennen nicht beendet

- Ernest Buule
Straßenrennen: Rennen nicht beendet

### Schwimmen
- Daniel Mulumba
100 Meter Freistil: 68. Platz